# Dennis Brutus

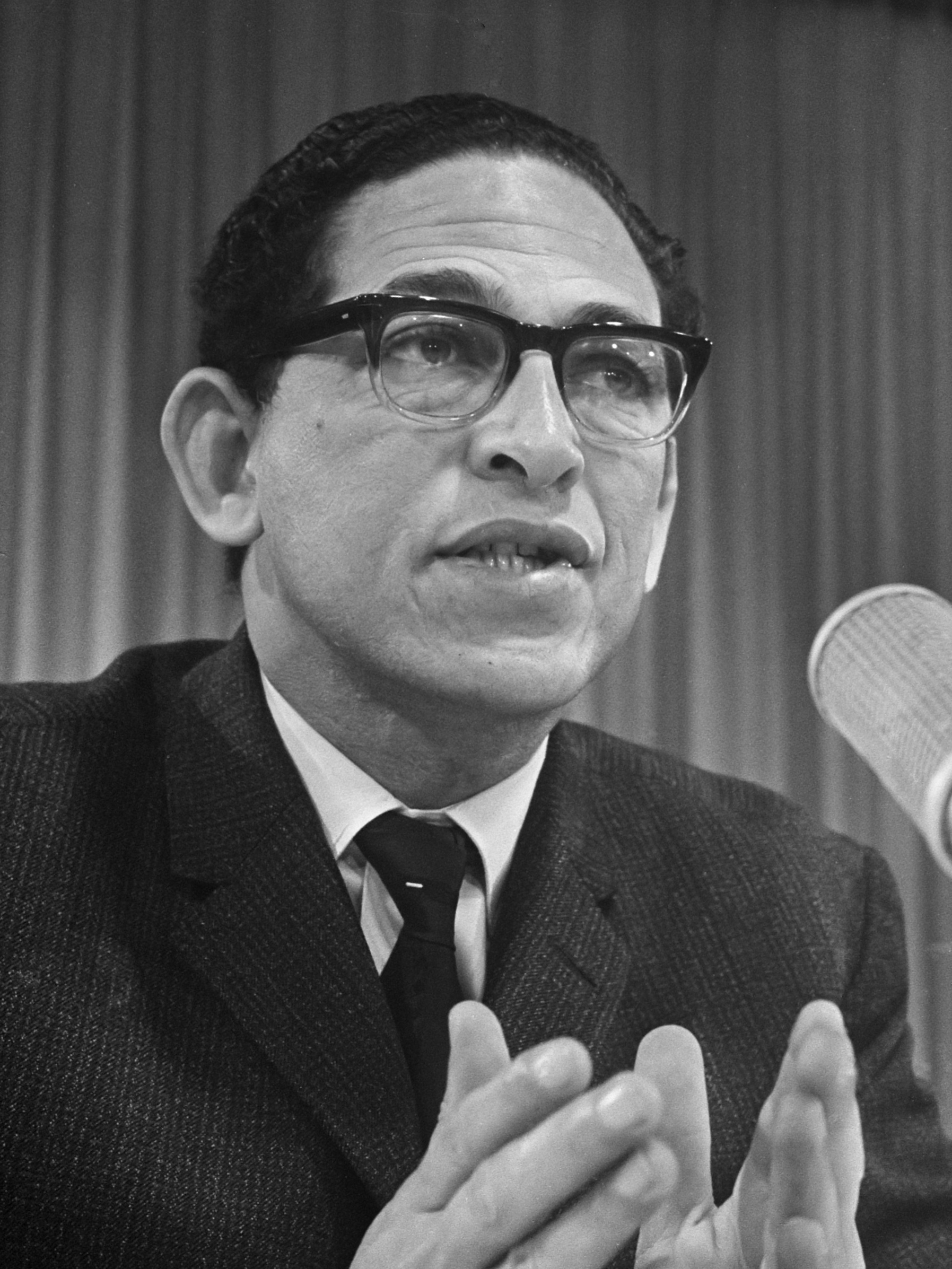
Dennis Brutus (1967)

Dennis Vincent Brutus (Salisbury (Zuid-Rhodesië) (het huidige Harare (Zimbabwe), 28 november 1924 - Kaapstad, 26 december 2009) was een Zuid-Afrikaans dichter en verzetsstrijder tegen de apartheid. Hij gebruikte ook het pseudoniem John Bruin.

## Biografie
Dennis Brutus werd als zoon van Zuid-Afrikaanse ouders in Zuid-Rhodesië geboren. Hij studeerde Engels en pedagogiek aan de Universiteit van de Witwatersrand en was van 1947 tot 1961 leraar Engels en Afrikaans in Port Elizabeth en vervolgens aan de Universiteit van Fort Hare.
Omdat hij zich verzette tegen de apartheid en voorzitter was van de organisatie die gemengde Zuid-Afrikaanse deelneming aan de Olympische Spelen propageerde, kreeg hij een verbod om les te geven en te publiceren. In 1963 moest hij het land ontvluchten. Hij werd echter opgepakt in Mozambique en uitgeleverd aan Zuid-Afrika, waar hij werd veroordeeld tot 18 maanden dwangarbeid op Robbeneiland. In 1966 kon hij emigreren naar het Verenigd Koninkrijk en later naar de Verenigde Staten. Hier studeerde hij aan meerdere universiteiten. In 1990 bezocht hij voor het eerst opnieuw Zuid-Afrika en werd hij professor aan de universiteit van Pittsburgh.

## Werken
- Sirens Knuckles and Boots (1963)
- Letters to Martha and Other Poems from a South African Prison (1968)
- Poems from Algiers (1970)
- A Simple Lust (1973)
- China Poems (1975)
- Stubborn Hope (1978)
- Salutes and Censures (1982)
- Airs & Tributes (1989)
- Still the Sirens (1993)
- Remembering Soweto (2004)
- Leafdrift (2005)
- Poetry and Protest: A Dennis Brutus Reader (2006)